# Awagarh
Awagarh é uma vila e uma nagar panchayat no distrito de Etah, no estado indiano de Uttar Pradesh.

## Demografia
Segundo o censo de 2001, Awagarh tinha uma população de 10,766 habitantes. Os indivíduos do sexo masculino constituem 53% da população e os do sexo feminino 47%. Awagarh tem uma taxa de literacia de 65%, superior à média nacional de 59.5%; com 57% para o sexo masculino e 43% para o sexo feminino. 17% da população está abaixo dos 6 anos de idade.